# Comté de Klamath
Pour les articles homonymes, voir Klamath.
Le comté de Klamath (en anglais : Klamath County) est un comté situé dans l'État de l'Oregon, à la frontière avec la Californie, aux États-Unis. Son siège est Klamath Falls. Sa population s'élève à 66 380 habitants au recensement de 2010.
Le comté de Klamath est connu pour abriter le parc national de Crater Lake. Il tient son nom de la tribu amérindienne des Klamaths qui vit sur son territoire lors de l'arrivée des premiers Européens.

## Géographie
Selon le Bureau du recensement des États-Unis le comté a une superficie totale de 15,892 km2, dont 496 km2 d'eau, soit 3,12 % du total.

### Démographie
Au recensement de 2000, la population était de 63 775 habitants don 25 205 ménages et 17 290 familles résidentes. La densité de population était de 4 hab/km2. La répartition ethnique était de 87.33 % d'Euro-Américains, 4.19 % d'amérindiens et 3.45 % d'autres races.
Le revenu moyen par habitant était de 16 719 dollars/hab avec 16.8 % de la population vivant sous le seuil de pauvreté.

### Comtés adjacents
- Comté de Jackson (ouest)
- Comté de Douglas (nord-ouest)
- Comté de Lane (nord-ouest)
- Comté de Deschutes (nord)
- Comté de Lake (est)

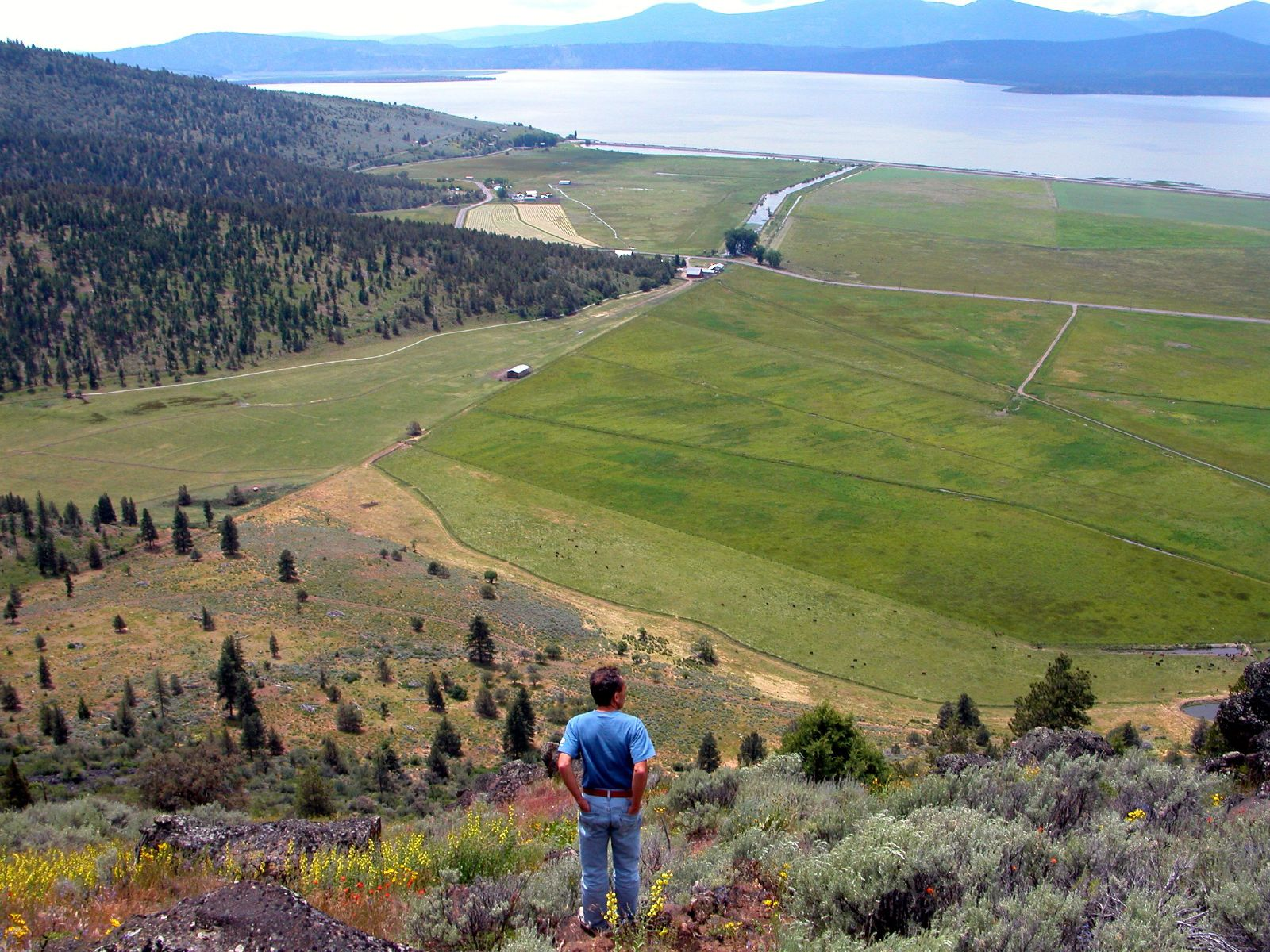
Klamath Falls, Oregon

- Comté de Siskiyou, Californie (sud)
- Comté de Modoc, Californie (sud)

### Villes et communautés

#### Villes
- Bonanza
- Chiloquin
- Klamath Falls
- Malin
- Merrill

#### Zones non incorporées et Census Designated Places
- Ady
- Algoma
- Altamont
- Beatty
- Beaver Marsh
- Bly
- Cascade Summit
- Chemult
- Crescent
- Dairy
- Fairheaven
- Falcon Heights
- Fort Klamath
- Gilchrist
- Hager
- Hatfield
- Henley
- Hildebrand
- Hot Springs
- Keno
- Kirk
- Klamath Agency
- Lake of the Woods
- Langell Valley
- Lenz
- Lorella
- Malone
- Midland
- Modoc Point
- Odell Lake
- Odessa
- Olene
- Pelican City
- Pine Grove
- Rocky Point
- Shevlin
- Sprague River
- Stewart Lenox
- Terminal City
- Worden
- Yonna

## Histoire
La tribu indienne qui a donné son nom au comté est constituée des descendants des peuples autochtones qui vivent là depuis près de 10 000 ans.
Quand les Euro-Américains ont commencé à sillonner la région grâce à l'Applegate Trail, ils ont rivalisé avec eux pour l'exploitation des ressources naturelles. Ces conflits ont été exacerbés par les colons qui défrichaient les terres ou se les appropriaient pour la chasse. Ils ont obtenu la création de réserves indiennes pour les cantonner dans des territoires délimités.
Le peuple Modoc, qui avait été déplacé en Oregon pour partager une réserve avec les Klamaths, qui sont pourtant des rivaux traditionnels, a voulu une nouvelle réserve sur la Lost River, près de la ville actuelle de Merrill. Devant l'opposition de l'armée américaine et de ses citoyens, le conflit a dégénéré pour devenir la Guerre des Modocs.
Un traité est signé avec les Klamaths le 14 octobre 1864. Il institue la confédération des Klamath Tribes (en). Au cours des 40 années qui suivirent, quelques Modocs se sont installés à l'intérieur de la réserve.
Du fait de l'exploitation forestière extensive, les amérindiens ont été déconsidérés jusque 1934 et la proclamation de l'Indian Reorganization Act. Une grande partie de l’argent reçu à cette occasion a été perdue en raison de la dilapidation, du vol ou d'une utilisation criminelle, aboutissant à la pauvreté accrue et la perte d'identité tribale.
Quelques Klamaths ont refusé d'accepter l'argent de ce rachat, le plus célèbre est Edison Chiloquin (1924-2003). Au lieu de l'argent, il a insisté pour recevoir les titres de propriété de la terre héréditaire le long de la Sprague (en) où il a vécu. Le 5 décembre 1980, le Chiloquin Act a été signé, donnant ainsi le titre des propriétés qu'il a voulues.

## Économie
Historiquement, l'économie du Comté a été basée sur le bois de construction et l'agriculture et bien que ces ressources naturelles ne contribuent maintenant plus qu'à une petite fraction de l'activité économique actuelle, elles transmettent un certain héritage dans la politique locale, l'identité communautaire et le paysage.
L'implantation d'euro-américains dans la région a été stimulée au début du XXe siècle avec l'arrivée du chemin de fer. De plus, le Klamath Project (en), un projet d'irrigation fédéral, a drainé quelques 331,5 km2 et 760 km2 de marécages sont devenus des terres agricoles, mises en valeur par l'irrigation.
Aujourd'hui, le Sky Lakes Medical Center est le plus grand employeur de la région suivi par la Klamath County School District (en) et Jeld-Wen (en), une usine de fenêtres et de portes. De nombreuses nouvelles zones pavillonnaires se construisent, notamment avec l'apport de nouveaux retraités venus des grandes villes de la région.
Les activités de plein air comme la randonnée, la chasse, la pêche à la truite contribuent à l'économie localede la région. On y trouve la plus grande population saisonnière de gibier d'eau d'Amérique du Nord qui est, de ce fait, un paradis pour les amateurs d'observation des oiseaux. L'énergie géothermique apporte de l'énergie pour le chauffage de nombreuses maisons ainsi que pour le campus de l'Oregon Institute of Technology (en). Le potentiel énergétique de la géothermie continue d'être étudié.

## Lieux d'intérêt
- Parc national de Crater Lake
- Chutes Annie